# Eleição municipal de Araraquara em 2012
A eleição municipal de Araraquara em 2012 foi o 16.º pleito eleitoral realizado na história do município. Ocorreu oficialmente em 7 de outubro e foi disputada em turno único, dado que Araraquara por não ter 200 000 eleitores registrados e aptos ao voto, não atende ao critério eleitoral definido pelo inciso II do artigo n.º 29 da Constituição Federal para a realização de um 2.º turno caso nenhum dos candidatos a prefeito alcance maioria absoluta dos votos. Neste caso, o(a) vencedor(a) é escolhido por maioria simples.
Segundo dados do Tribunal Superior Eleitoral, 157 412 eleitores compunham o eleitorado araraquarense apto a eleger 1 prefeito, 1 vice–prefeito e 18 vereadores para a Câmara Municipal em 2012.

## Candidaturas oficiais
| Candidaturas deferidas pelo TSE para a disputa eleitoral | Candidaturas deferidas pelo TSE para a disputa eleitoral | Candidaturas deferidas pelo TSE para a disputa eleitoral | Candidaturas deferidas pelo TSE para a disputa eleitoral | Candidaturas deferidas pelo TSE para a disputa eleitoral | Candidaturas deferidas pelo TSE para a disputa eleitoral | Candidaturas deferidas pelo TSE para a disputa eleitoral                                        | Candidaturas deferidas pelo TSE para a disputa eleitoral |
| N.º                                                      | N.º                                                      | Candidato(a) a prefeito(a)                               | Candidato(a) a prefeito(a)                               | Candidato(a) a vice-prefeito(a)                          | Candidato(a) a vice-prefeito(a)                          | Coligação                                                                                       | Situação                                                 |
| -------------------------------------------------------- | -------------------------------------------------------- | -------------------------------------------------------- | -------------------------------------------------------- | -------------------------------------------------------- | -------------------------------------------------------- | ----------------------------------------------------------------------------------------------- | -------------------------------------------------------- |
|                                                          | 13                                                       |                                                          | Márcia Lia (PT)                                          |                                                          | Mário Hokama (PT)                                        | Frente Popular de Araraquara PT / PSB / PTB / PSDC                                              | Não eleito                                               |
|                                                          | 15                                                       |                                                          | Marcelo Barbieri (PMDB)                                  |                                                          | Coca Ferraz (PMDB)                                       | Coligação União PMDB / PV / PRB / PSDB / DEM / PP / PPS / PSL / PTC / PDT / PPL / PCdoB / PTdoB | Eleito                                                   |
|                                                          | 50                                                       |                                                          | José Eduardo Vermelho (PSOL)                             |                                                          | Lairton Santos (PSOL)                                    | partido isolado                                                                                 | Não eleito                                               |
|                                                          | 55                                                       |                                                          | Valter Merlos (PSD)                                      |                                                          | Rosana (PSD)                                             | Renova Araraquara PSD / PR / PSC / PTN / PHS / PRP                                              | Não eleito                                               |

## Pesquisas eleitorais
Em pesquisa do Ibope, divulgada em 29 de agosto de 2012, Marcelo Barbieri apareceu com 48% das intenções de voto. Márcia Lia, Valter Merlos e José Eduardo Vermelho apareceram respectivamente com 23%, 8% e 2%.
Uma nova pesquisa foi divulgada, em 20 de setembro de 2012, e Barbieri aparecia com 45% das intenções de voto. Lia aparecia com 33%, Merlos com 6% e Vermelho com apenas 1%.
Em terceira pesquisa do Ibope, divulgada em 3 de outubro de 2012, Barbieri apareceu novamente com 45% das intenções de voto. Lia aparecia com 29%, Merlos com 5% e Vermelho com o mesmo 1%.
| Data de realização          | Data de divulgação     | Instituto | Número de registro no TRE | Contratante  | Entrevistados | Margem de erro | Candidatos              | Candidatos      | Candidatos          | Candidatos                   | Brancos/Nulos | Não sabe/Não respondeu |
| Data de realização          | Data de divulgação     | Instituto | Número de registro no TRE | Contratante  | Entrevistados | Margem de erro | Marcelo Barbieri (PMDB) | Márcia Lia (PT) | Valter Merlos (PSD) | José Eduardo Vermelho (PSOL) | Brancos/Nulos | Não sabe/Não respondeu |
| --------------------------- | ---------------------- | --------- | ------------------------- | ------------ | ------------- | -------------- | ----------------------- | --------------- | ------------------- | ---------------------------- | ------------- | ---------------------- |
| 26 a 28 de agosto de 2012   | 29 de agosto de 2012   | IBOPE     | SP–00592/ 2012            | EPTV Central | 504           | ± 4%           | 48%                     | 23%             | 8%                  | 2%                           | 13%           | 7%                     |
| 16 a 19 de setembro de 2012 | 20 de setembro de 2012 | IBOPE     | SP–00967/2012             | EPTV Central | 504           | ± 4%           | 45%                     | 33%             | 6%                  | 1%                           | 7%            | 8%                     |
| 1 a 2 de outubro de 2012    | 3 de outubro de 2012   | IBOPE     | SP–01549/2012             | EPTV Central | 504           | ± 4%           | 45%                     | 29%             | 5%                  | 1%                           | 9%            | 11%                    |

## Resultados eleitorais

### Poder Executivo
Confirmando o favoritismo apontado pelas pesquisas eleitorais, Marcelo Barbieri (PMDB) reelegeu-se com tranquilidade após conquistar 59 336 votos, o equivalente a 53,61% dos votos válidos. Seu 2.º mandato consecutivo foi iniciado em 1 de janeiro de 2013 e concluído em 31 de dezembro de 2016.
| Candidatos a prefeito(a)   | Candidatos a prefeito(a)     | Candidatos a vice-prefeito(a) | Votação | Votação     |
| Candidatos a prefeito(a)   | Candidatos a prefeito(a)     | Candidatos a vice-prefeito(a) | Total   | Porcentagem |
| -------------------------- | ---------------------------- | ----------------------------- | ------- | ----------- |
|                            | Marcelo Barbieri (PMDB)      | Coca Ferraz (PMDB)            | 59 336  | 53,61%      |
|                            | Márcia Lia (PT)              | Mário Hokama (PT)             | 41 928  | 37,88%      |
|                            | Valter Merlos (PSD)          | Rosana (PSD)                  | 7 226   | 6,53%       |
|                            | José Eduardo Vermelho (PSOL) | Lairton Santos (PSTU)         | 2 188   | 1,98%       |
| Total de votos válidos     | Total de votos válidos       | Total de votos válidos        | 110 678 | 110 678     |
| Votos apurados             |                              |                               |         |             |
| Votos válidos              | Votos válidos                | Votos válidos                 | 110 678 | 86,78%      |
| Votos em branco            | Votos em branco              | Votos em branco               | 6 139   | 4,81%       |
| Votos nulos                | Votos nulos                  | Votos nulos                   | 10 720  | 8,41%       |
| Total de votos apurados    | Total de votos apurados      | Total de votos apurados       | 127 537 | 127 537     |
| Participação do eleitorado |                              |                               |         |             |
| Comparecimentos            | Comparecimentos              | Comparecimentos               | 127 537 | 81,02%      |
| Abstenções                 | Abstenções                   | Abstenções                    | 29 875  | 18,98%      |
| Total de eleitores aptos   | Total de eleitores aptos     | Total de eleitores aptos      | 157 412 | 157 412     |
| Fonte: UOL                 |                              |                               |         |             |

### Poder Legislativo
No sistema proporcional, pelo qual são eleitos os vereadores, o voto dado a um(a) candidato(a) é primeiro considerado para a coligação da qual o partido em que ele(a) é filiado(a) faz parte. O total de votos da coligação é o que define quantas cadeiras o partido terá. Definidas as cadeiras, os candidatos(as) mais votados(as) do partido são chamados a ocupá-las.
Abaixo encontram-se os candidatos a vereador eleitos, reeleitos e os que ficaram como suplentes para a 16.ª legislatura, iniciada em 1 de janeiro de 2013 e concluída em 31 de dezembro de 2016.
| N.º   | Candidato(a)                  | Coligação            | Votos obtidos | Porcentagem | Situação      |
| ----- | ----------------------------- | -------------------- | ------------- | ----------- | ------------- |
| 15800 | Boi Cabelereiro               | PMDB / PCdoB         | 3 219         | 2,90%       | Reeleito(a)   |
| 10000 | João Farias                   | PRB / PSL            | 2 538         | 2,29%       | Reeleito(a)   |
| 43000 | Edna Martins                  | PV / PPL / PTdoB     | 2 505         | 2,26%       | Eleito(a)     |
| 11631 | Juliana Damus                 | PP / PSDB / DEM      | 2 453         | 2,21%       | Reeleito(a)   |
| 45045 | Doutor Lapena                 | PP / PSDB / DEM      | 2 265         | 2,04%       | Reeleito(a)   |
| 25666 | Napeloso                      | PP / PSDB / DEM      | 2 187         | 1,87%       | Reeleito(a)   |
| 45050 | Farmacêutico Jéferson Yashuda | PP / PSDB / DEM      | 1 976         | 1,78%       | Eleito(a)     |
| 15000 | Elias Chediek                 | PMDB / PCdoB         | 1 946         | 1,76%       | Reeleito(a)   |
| 45000 | Geicy Sabonete                | PP / PSDB / DEM      | 1 871         | 1,69%       | Suplente      |
| 11626 | Porsani                       | PP / PSDB / DEM      | 1 689         | 1,52%       | Suplente      |
| 15015 | Jair Martinelli               | PMDB / PCdoB         | 1 685         | 1,52%       | Eleito(a)     |
| 13030 | Donizete Simioni              | PT / PSDC            | 1 674         | 1,51%       | Eleito(a)     |
| 10333 | Pastor Raimundo Bezerra       | PRB / PSL            | 1 626         | 1,47%       | Eleito(a)     |
| 22000 | Buchechina                    | PR / PSD / PTN / PSC | 1 572         | 1,42%       | Eleito(a)     |
| 15001 | Serginho                      | PMDB / PCdoB         | 1 511         | 1,36%       | Não eleito(a) |
| 13613 | Gabriela Palombo              | PT / PSDC            | 1 472         | 1,33%       | Eleito(a)     |
| 22222 | Paulo Maranata                | PR / PSD / PTN / PSC | 1 409         | 1,27%       | Suplente      |
| 13622 | Édio Lopes                    | PT / PSDC            | 1 380         | 1,24%       | Reeleito(a)   |
| 45111 | Tenente Santana               | PP / PSDB / DEM      | 1 358         | 1,22%       | Suplente      |
| 15123 | Roberval Fraiz                | PMDB / PCdoB         | 1 342         | 1,21%       | Eleito(a)     |
| 15600 | Gerson da Farmácia            | PMDB / PCdoB         | 1 338         | 1,21%       | Suplente      |
| 43789 | Adilson Vital Turismo         | PV / PPL / PTdoB     | 1 262         | 1,14%       | Eleito(a)     |
| 23000 | Doutor Helder                 | PPS / PDT            | 1 180         | 1,06%       | Eleito(a)     |
| 12120 | William Afonso                | PPS / PDT            | 1 098         | 0,99%       | Eleito(a)     |

## Repercussão pós-eleitoral
Em entrevista concedida à EPTV Central após ser reeleito, Marcelo Barbieri (PMDB) expôs suas prioridades para o 2.º mandato: na área da saúde, implantar um Ambulatório Médico Especial (AME), contendo um centro de especialidades e exames médicos, construir mais uma Unidade de Pronto Atendimento (UPA) no bairro Jardim Selmi-Dei e instalar um centro de atendimento para as pessoas com deficiência. Na educação, fundar cinco novas escolas do Ensino Médio e implantar uma Faculdade de Tecnologia (FATEC) no município. No desenvolvimento urbano, criar o Parque dos Trilhos, construir a Avenida Parque Ribeirão e criar mini-terminais de ônibus espalhados pela cidade.